# 桜田さくら
桜田 さくら（さくらだ さくら、1982年1月14日 - ）は、日本の元AV女優。

## 略歴
2003年にAVデビュー。当時の所属事務所は「Actress」。
2008年3月、「女同士のマニアックハメ撮り ガールズハント同性愛」で監督デビュー。

## 作品

### アダルトビデオ
2003年
- エロ美脚な恥女お姉さん〜Fetish Leg Shock〜（7月8日、AVS）
- 路上おもらし娘（7月8日、グローリークエスト）
- 続 浣腸 7（8月8日、GIGA）
- 美・肉・女 挑発フェロモン（8月10日、AVS）
- HEROINE排泄拷問11（8月22日、GIGA）
- レズヒロイン Vol.04（8月22日、GIGA）
- M男とマネキンと私（9月1日、ワンズファクトリー）
- おっぱいエンジェルズ（9月9日、隼エージェンシー）
- 即尺クリニック 6（9月22日、クリスタル映像）
- 巨乳女教師中出し（10月8日、隼エージェンシー）
- フェラコレ2003秋（10月8日、隼エージェンシー）
- こだわりの手コキ240スペシャル33人（10月8日、隼エージェンシー）
- エロイ女の接吻とフェラチオ（10月18日、SODクリエイト）
- お姉さんの…10（10月24日、クリスタル映像）
- 黄金伝説10（11月28日、GIGA）
- DOSUKEBE Style（11月15日、PURE）
- 宇宙の戦士コスモウーマン Vol.01（11月28日、GIGA）
- 乳首マニア（12月1日、ワンズファクトリー）
- 超美人ベロチュ〜フェチ（12月1日、マルクス兄弟）
- ナイスボディお姉さん（12月12日、クリスタル映像）オムニバス作品
- ザ・筆おろし 28（12月12日、クリスタル映像）
- 女子刑務所（12月18日、SODクリエイト）
- カップルズ 横浜・川崎編（12月26日、h.m.p）

2004年
- マダムレポート6（1月1日、マルクス兄弟）
- スーパージャスティオン・スパンデクサーグレート超銀河大激突〜熱戦・烈戦・超激戦〜（1月9日、GIGA）
- すけべな女SP 2 牝10匹の淫乱ストーリー［第二章］（1月9日、隼エージェンシー）
- 素人モデル初ヌード最高打（1月20日、ホットエンターテイメント）オムニバス作品
- ザ レズファイト4（1月22日、SODクリエイト）
- KINBAKU33（1月22日、GIGA）
- 巨乳団地妻 2（1月25日、ホットエンターテイメント）
- ERORIST vol.3 野外露出で修行中！！（1月）
- 痴女ラレル女。（2月6日、ワープエンタテインメント）
- 続 浣腸 12（2月13日、GIGA）
- 緊急救命痴女病棟〜集団診察編〜（3月1日、MOODYZ）
- 緊急救命痴女病棟〜個人診察編〜（3月1日、MOODYZ）『緊急救命痴女病棟〜集団診察編〜』
- 公衆便所[突発性★性欲処理所]（3月4日、ドリームチケット）
- R×Queen 04 FINAL FIGURE＆SPECIAL BODY（3月4日、ドリームチケット）
- 巨乳マンション 〜魔性系マダムのEカップ男殺し〜（3月5日、ワープエンタテインメント）
- どすこい（4月1日、MOODYZ）
- 童貞狩り [教えたがるオンナ]（4月3日、ドリームチケット）
- THE 巨乳スチュワーデス2 [ファーストクラスのボインレディ]（4月3日、ドリームチケット）
- キャバクラシンデレラ 桜田さくら（4月15日、マルクス兄弟）
- ザ レズファイト 〜ザ ベスト バウト〜 完全ノーカット版（4月15日、SODクリエイト）
- 排尿教室（4月17日、V&Rプランニング）
- 生けにえ（4月23日、ビッグモーカル）
- 憧れのフライトLOVE（5月1日、マルクス兄弟）オムニバス作品
- メイキング オブ どすこい（5月1日、MOODYZ）
- 凌辱仕置人スペシャル 女処刑人 凌辱人間狩り（5月7日、アタッカーズ）
- 平成枯れすすき 淋しい人妻（おんな）たち（5月14日、マルクス兄弟）
- 女だらけのレズねるとん（5月15日、MOODYZ）
- 糞いじめ スカトロ強制レズ便器 2（5月20日、SODクリエイト）
- 中にどぴゅっとね!（5月20日、V&Rプランニング）
- 発情OL DX 3 キミ…声が大きいよ（5月21日、クリスタル映像）オムニバス作品
- 女遊戯 獄辱の記憶（5月25日、アートモデルズ）
- 蛇縛の拷問折檻2 静寂の嵐…（6月8日、アタッカーズ）
- ザーメンクラブ 6 [痴女と野汁]（6月16日、ワープエンタテインメント）
- 透け透け着エロかっぱ 2（6月25日、アートモデルズ）
- 淫魔CINEMASHOW2 淫魔収容所（7月8日、アタッカーズ）
- 近親白書 母親失格（7月15日、マドンナ）
- 雌女 anthology#008 桜田さくら（7月21日、アウダースジャパン）
- HEROINE討伐 Vol.12（7月23日、GIGA）
- 新おもらし我慢大会 前編（7月23日、GIGA）
- ナイスボディお姉さん4時間SPECIAL6（7月30日、クリスタル映像）他多数出演
- 発情ダブルま〇こ 痴女の作り方（8月10日、ドグマ）
- 美乳淫乱 ゆかた美人 〔第一章〕 〜浴衣姿で淫らに咲き乱れる淫女〜（8月17日）
- ハメ狂いニューハーフ（8月19日、ナチュラルハイ）
- W痴女フルコース 桜田さくら&Aoi.（8月19日、オブテインフューチャー）
- OLノーパン痴漢バス ［羞恥編］（8月20日、笠倉出版社）オムニバス作品
- イイ女に犯されたい!2（8月20日、うまなみ。（ケイ・エム・プロデュース））
- 新おもらし我慢大会 後編（9月10日、GIGA）
- 祝!!脱童貞!! 筆おろし5 感謝感激4時間DX（9月17日、クリスタル映像）オムニバス作品
- 制服ジャック 裏合法学園 恥辱の課外授業（9月17日、D3）オムニバス作品
- 全裸ヌーディストマリーナ（9月23日、アイエナジー）
- 女デカ強制痴女 中出し20連発（9月23日、アイエナジー）
- 巨乳お姉さんに犯されたい!（9月24日、うまなみ。（ケイ・エム・プロデュース））
- 誘惑ミセス62（9月30日、U&K）
- 母子どんぶり号泣乱交 桜田さくら・さつき（10月1日、マルクス兄弟）
- これが噂の薬漬けレズバージョンvol.2（10月21日、ナチュラルハイ）
- 桜田さくらプライベートハメ撮りセックス（2）（10月22日、U&K）
- 逆レイプ学園 裏痴女オトコ狩り（10月25日、APA）
- フェライド おしゃぶりスペシャル（10月29日、笠倉出版社）
- 台車移動式SEX 〜現代版籠屋内結合〜（11月15日、ホットエンターテイメント）
- レ・ズ・ビアン16（11月19日、U&K）
- M-1グランプリ（12月3日、ワープエンタテインメント）
- ザーメンミラクルDX（12月8日、マルクス兄弟）
- 桜田さくらのミセス♀エロス（12月17日、笠倉出版社）

2005年
- 桜田さくらのアナルにぶっかけマ○コに中出し アナルNGモデルの限界アナルプレイ!（1月6日、アイエナジー）
- 裏M-1グランプリ（1月8日、ワープエンタテインメント）
- 集団痴女オフィス 完全版〜もしも痴女だらけの会社だったら〜（1月29日、ケイ・エム・プロデュース）
- これが噂の薬漬けレズバージョンvol.3（2月4日、ナチュラルハイ）
- 超美人レズポルノ（2月8日、マルクス兄弟）
- 義母の疼き 〜その後〜（2月15日、マドンナ）
- シゴキ 3 （2月25日、GIGA）
- 桜田さくらのSAMEN BATTLE （3月10日、インディーズ）
- 男殺油地獄 寸止め地獄責め 完全版 （3月25日、ケイ・エム・プロデュース）
- 面接好きAV女優集団痴女に必要以上に営業かけられてみませんか? （6月24日、笠倉出版社）
- 初絶頂感涙オルガズム 巨乳美女マゾ娘（6月28日、アヴァ）
- 桜田さくらの表に出せないビデオ（7月6日、エイチエス映像）
- レズ攻撃…レズ反撃!!2 （7月7日、アイエナジー）
- どのコが親友!?マ○コ触って当ててみろ!Disc.6（7月21日、ナチュラルハイ）
- 流出! 有名AV女優の乱交ハメ撮り（7月29日、エイチエス映像）
- 生贄マンコ（8月1日、MOODYZ）
- W痴女M男玉砕（8月2日、プレステージ）
- 女だけの乱交パーティー（8月15日、ドグマ）
- 電マ攻撃 （8月18日、アイエナジー）
- 4時間おもイっきり桜田さくらのレズレイプ （8月19日、オブテイン・フューチャー）
- 人妻物語 （8月24日、エイチエス映像）
- 艶熟女社長愛憎接吻 （9月2日、アウダースジャパン）
- レズ大学合宿ゼミ （9月23日、アリスJAPAN）
- 中出し受精 桜田さくら （10月20日、麒麟堂）
- 集団女子校生痴女 （10月10日、メディアステーション）
- 桜田さくらの素人逆ナンパ中出し （10月13日、隼エージェンシー）
- 好色芸者調教絵巻 （10月15日、ジェイモデル）
- 露出 大都会東京5 桜田さくらをぶっ壊せ!!（11月17日、アイエナジー）
- スレスレ限界モザイク 快感地獄 美女でワキコキ（11月17日、アイエナジー）
- 家庭教師でガマンできない4時間Special 2（11月25日、サイド・ビー）
- よだれ艶曲 4 （12月2日、アルファインターナショナル）
- ストリッパー （12月4日、SODクリエイト）
- オナニスト ［第十二章］ （12月5日、隼エージェンシー）
- レズノアール 肉奴隷調教飼育 （12月7日、アタッカーズ）
- Sexy Style 4 〜淫らな女の本能〜 （12月22日、アルファーインターナショナル）オムニバス作品

2006年
- フェラコレ2006冬 （1月13日、隼エージェンシー）
- 営業中のゲーセンでハードレズ （1月20日、ホットエンターテイメント）
- 麗しき熟女の背徳 （1月25日、ラファエロ）
- これが噂の痙攣酒漬け酔淫倶楽部レズヴァージョン（2月4日、ナチュラルハイ）
- 若妻のイケナイ逢瀬 桜田さくら（2月10日、不夜嬢）
- 凌辱新約性書 （3月10日、EVE）
- 極上4時間 手淫&舌淫SP3 怒涛の50連発+バイブ攻め発射10連発（3月10日、隼エージェンシー）
- 野外露出恥行 6（3月17日、ドリームクリエイト）
- THE DOG GAME 監禁獣姦レイプ （3月17日、アルファー・インターナショナル）
- えっちのれんしゅう 上戸あい 完全版 （3月17日、ケイ・エム・プロデュース）
- 無敵の痴女! （3月19日、クロス）
- 巨乳フェチコレクター監禁愛奴 （3月27日、アヴァ）
- 電脳調教2 Cyber Madness （4月7日、アタッカーズ）
- レズノアール2 肉奴隷調教飼育（4月7日、アタッカーズ）
- 本格レズ美人社長 嫉妬と愛と権力と（4月7日、東京音光）
- 巨乳 （4月17日、チャンネルV）
- 激（生）映像!裏・インジャン（4月19日、クロス）
- 巨乳 【乱舞する乳房】（4月27日、ラビリンス）
- キャバ嬢レズ（4月26日、APA）
- 東京ナイトガール 1 東京ナイト・女の子達の実態 （5月13日、カルマ）
- これが噂の痙攣酒漬け 酔淫倶楽部 レズバージョン Disc.2 （5月18日、ナチュラルハイ）
- AV女優ロックバンドとイク!!レコーディング合宿3日間（5月19日、クロス）
- 灼熱デジモ2 レズビアン ラブ&ゲーム （5月19日、クロス）
- こともあろうに叔父ちゃんの指が私の中へ… 7（6月9日、東京音光）
- 僕のペット 如月カレン（6月16日、レアル・ワークス）
- 結婚したら妻が痴女（6月19日、クロス）
- 乱田舞の責め縄緊縛図 七 （7月6日、MAD DRAGON）
- メガネ人妻PARADISE （7月19日、クロス）
- 亜熱帯奴隷 レズ調教パラダイス（8月7日、アタッカーズ）
- カップル限定マジックミラー号with桜田さくら（8月17日、ディープス）
- 面接好きAV女優集団痴女に必要以上に営業かけられてみませんか?（8月19日、デジMAX（北都））
- レズ☆メス VOL.6 （8月25日、エルズ倶楽部）
- 奴隷島 第五章 哀辱は亡き父と共に…（9月7日、アタッカーズ）
- 滴る淫らな雫 さくら（9月8日、陽炎）
- 高身長巨乳M女&低身長巨乳S女（9月19日、クロス）
- ディープキスレズビアン（9月20日、アルファーインターナショナル）
- うまなみ。プレゼンツ22 綺麗なお姉さんに犯されたい!4時間（9月29日、おかず。（ケイ・エム・プロデュース））うまなみ。作品『イイ女に犯されたい!2』・『巨乳お姉さんに犯されたい!』のセルDVD化作品
- Les-noir3 肉奴隷調教飼育（10月7日、アタッカーズ）
- 緊縛調教リアライズ 9（10月10日、HARDNESS）
- 憧れのヒロイン達におちんちんがはえてふたなりセックス。（10月19日、クロス）
- 女監督ハルナの素人レズナンパ10（10月20日、ピーターズ）
- アナタだけの若奥様 2（11月1日、セクシア）
- 甘い蜜の家 〜義兄妹の系譜〜（11月11日、HIDE SEEK）
- 陵辱レズ調教vol.02（11月16日、マキシング）
- 庶務二課OL 中出し接待（11月25日、マドンナ）
- ちびっ子スパルタ体罰教室（12月19日、クロス）
- 痴漢シンドローム 感じすぎるカラダ（12月22日、ティーエムシー）オムニバス作品
- 奥様の変態ダンス教室（12月25日、TMクリエイト）

2007年
- 女だけのサディスティック天国（1月19日、クロス）
- 本当にあった生保レディーの訪悶犯売（1月25日、TMクリエイト）
- 盗撮マニア 飢えた愛欲の餌食（1月26日、コンマビジョン）
- Les-noir4 肉奴隷調教飼育（2月7日、アタッカーズ）
- HARDCORE LESBIAN 桜田さくら&水無潤（2月8日、ドリームクリエイト）
- Les-noir5 肉奴隷調教飼育（3月7日、アタッカーズ）
- ヌキヌキ社員旅行 IN グアム（3月9日、メディアバンク）
- 撮影現場で突然台本にないセックスを要求したらモデルはやらせてくれるのか?（4月13日、メディアバンク）
- 熟マゾレズビアン 元6代目ミニ○カポリス（4月19日、クロス）
- 極上ボディー。極上レディー。極上FUCK。×4（4月19日、クロス）
- 鬼怒川で見つけた女子大生の皆さ〜ん!美人仲居の私たちがお背中お流しします。（4月19日、LADY×LADY）
- 芸能人予備軍の女子○学生の皆さ〜ん!私がHなレゲエダンサーです。（4月19日、LADY×LADY）
- プチマダムの不倫願望（5月18日、日本メディアサプライ）
- 肛門潮吹き極太合体レズビアン（6月1日、クロス）AV OPEN 2007 チャレンジステージエントリー作品
- Sweet Memories 蛯原朱里（7月19日、ヒビノ）
- 母は刺青美熟女マゾヒスト、娘二人は性的サディスト。 親子三人近親相姦同性愛（7月19日、クロス）
- revenge&grudge 怨讐のシナリオ（8月7日、アタッカーズ）
- ビッグベビーとリトルマミー母乳で育てる二人三脚どすけべ人生ミルキーロード（8月19日、クロス）
- 本当にあった生保レディーの訪悶犯売 4（8月25日、TMクリエイト）
- スパルタレズビアン女子少年院（9月19日、クロス）
- サディスクリーム Vol.04（9月28日、GIGA）
- 親戚がエロくてガマンできない3時間スペシャル 3（10月25日、サイドビー制作室）
- 新・浣腸 （11月9日、GIGA）
- 愛玩変態黒人ペット調教サドマゾ新世界（11月19日、クロス）
- 北の国からやってきた素敵な女の子（11月24日、あけぼの映像）
- 陵辱レズ調教 vol.02（12月7日、マキシング）

2008年
- 私立スパルタ体罰女学園（1月19日、クロス）
- ガリ勉美少女めがねっこの誘惑だらけの淫らな生活（2月19日、クロス）
- 本当にあった生保レディーの訪悶犯売（秘）契約術2（2月25日、TMクリエイト）
- 陵辱 美人妻奴隷 （3月19日、姦姦倶楽部）
- 若妻達の秘密交際日記 （4月18日、カオカコミュニケーション）
- 淫乱エロレズ喰い込み温泉LOVE×2デート（5月19日、クロス）
- 制服職場で気弱なGカップ後輩をパワーハラスメント同性愛（5月19日、クロス）
- 私達肛門性感マゾヒストの括約筋は、貴女の変態お下品プレイにメロメロアヌス（5月19日、アンナと花子）
- 肉欲ドロヌマ地獄 ハードレズビアン（5月25日、ながえSTYLE）
- 若妻達の秘密交際日記 2（5月23日、カオカコミュニケーション）
- エンドレスお漏らし ドロドロ求愛レズビアン（8月19日、アンナと花子）
- ハメ撮りパンストマニア必見 VOL..01（9月3日、TMクリエイト）
- 凌辱美畜妻 奴隷・人的補償（11月30日、アリウス）
- My Play Style（12月1日、カオカコミュニケーション）

2009年
- 訪問エステに溺れるセレブ妻たち（1月9日 東京音光）
- 斬闇のダルク （3月13日 ギガ）
- 女と男の乱れた情事（12月15日、隼エージェンシー）※総集編

発売日不明
- Tバックアスリート 完全版 弾けるピチピチお尻に飛び散る汗!!（イマージュ）

他

### アダルトビデオ（監督作品）
2008年
- 女同士のマニアックハメ撮り ガールズハント同性愛（3月19日、クロス）
- 巨乳新人アポ無し合体レズビアン即ハメ面接（8月19日、クロス）

2009年
- アブノーマル異常性欲 Vol.2（5月15日）

### SEX HOW TO DVD
- 恋人と100%のセックスをする28の方法（2007年11月25日 GPミュージアムソフト）

### テレビ
- 桃のふくらみ（MONDO TV）